# 中国地震局办公室
中国地震局办公室，是中国地震局的内设职能机构。该司负责协调中国地震局机关政务工作，承担中国地震局机关日常工作。2003年起，中国地震局办公室加挂中国地震局政策研究室牌子。

## 历史
1971年8月2日，中华人民共和国国务院决定调整原中国科学院下属的各地震研究部门，组建国家地震局，领导全国地震工作，开展地震观测、预报和科学研究，国家地震局下设办公室。1994年，国务院办公厅印发国办发〔1994〕47号文件，明确中国地震局职责为协调机关各部门政务工作，组织会议，起草重要文件和方针政策，负责防震减灾法制工作、新闻宣传工作和机关事务工作。
1999年，国务院办公厅在其印发的《中国地震局职能配置内设机构和人员编制规定》中，决定将国家地震局改组为“中国地震局”，重新组建中国地震局办公室，并将局办公室的起草重要文件和方针政策、防震减灾法制工作职能划入新组建的中国地震局法规司。2003年，根据中央机构编制委员会办公室的批复，中国地震局办公室加挂“中国地震局政策研究室”牌子。

## 职能
中国地震局办公室包括8项职能，主要涵盖会议活动组织、起草编制法规文件、政务信息管理、机关事务管理等方面。中国地震局办公室的具体职能如下，
- 组织全局性重大会议与活动；
- 负责起草上报党中央、国务院的重要文件；
- 负责督促重要部署、领导批示及会议决定的贯彻落实；
- 负责新闻宣传，指导地震系统新闻宣传工作，管理中国地震局网站；
- 负责政务信息和政府信息公开工作；
- 负责局机关财务、国有资产工作，编制机关预决算，管理机关经费；
- 负责局机关及指导京区单位安全保卫、消防、人防、房产、社会事务等工作；
- 负责政务与震情值班、文电、电子政务、档案、信访、机要、保密、密码、信息安全、会议计划等工作。